# Копіапо (місто)
Копіапо (іноді вживається Коп'япо; ісп. Copiapó) — місто в Чилі. Одночасно є столицею регіону Атакама, а також адміністративним центром провінції Копіапо та комуни Копіапо. Місто розташоване на березі річки Копіапо.
За переписом 2002 року населення міста — 125 983 особи.
В січні 2009 в місті та його околицях відбулося три етапи марафонського ралі-рейду Ралі Дакар 2009.
На честь міста названо астероїд 19137 Копіапо.

## Клімат
Місто знаходиться у зоні, котра характеризується кліматом тропічних пустель. Найтепліший місяць — січень із середньою температурою 21.7 °C (71 °F). Найхолодніший місяць — червень, із середньою температурою 12.8 °С (55 °F).
| Клімат Копіапо          | Клімат Копіапо | Клімат Копіапо | Клімат Копіапо | Клімат Копіапо | Клімат Копіапо | Клімат Копіапо | Клімат Копіапо | Клімат Копіапо | Клімат Копіапо | Клімат Копіапо | Клімат Копіапо | Клімат Копіапо | Клімат Копіапо |
| Показник                | Січ.           | Лют.           | Бер.           | Квіт.          | Трав.          | Черв.          | Лип.           | Серп.          | Вер.           | Жовт.          | Лист.          | Груд.          | Рік            |
| Абсолютний максимум, °C | 33             | 35             | 33             | 29             | 28             | 26             | 30             | 29             | 31             | 31             | 31             | 32             | 35             |
| Середній максимум, °C   | 29             | 29             | 27             | 25             | 21             | 20             | 20             | 22             | 24             | 26             | 26             | 28             | 25             |
| Середня температура, °C | 21             | 21             | 19             | 17             | 14             | 12             | 12             | 14             | 15             | 18             | 18             | 20             | 17             |
| Середній мінімум, °C    | 14             | 14             | 12             | 9              | 7              | 5              | 5              | 6              | 7              | 10             | 11             | 12             | 10             |
| Абсолютний мінімум, °C  | 11             | 12             | 10             | 6              | 2              | 2              | 0              | 1              | 2              | 7              | 8              | 8              | 0              |
| Норма опадів, мм        | 0              | 0              | 0              | 0              | 0              | 0              | 0              | 0              | 0              | 0              | 0              | 0              | 10             |
| Днів з дощем            | 0              | 0              | 0              | 0              | 1              | 0              | 0              | 0              | 0              | 0              | 0              | 0              | 5              |
| Вологість повітря, %    | 63             | 62             | 65             | 71             | 74             | 74             | 70             | 70             | 69             | 70             | 68             | 60             | 68             |
| ----------------------- | -------------- | -------------- | -------------- | -------------- | -------------- | -------------- | -------------- | -------------- | -------------- | -------------- | -------------- | -------------- | -------------- |
| Джерело: Weatherbase    |                |                |                |                |                |                |                |                |                |                |                |                |                |